# Porcentaje en volumen

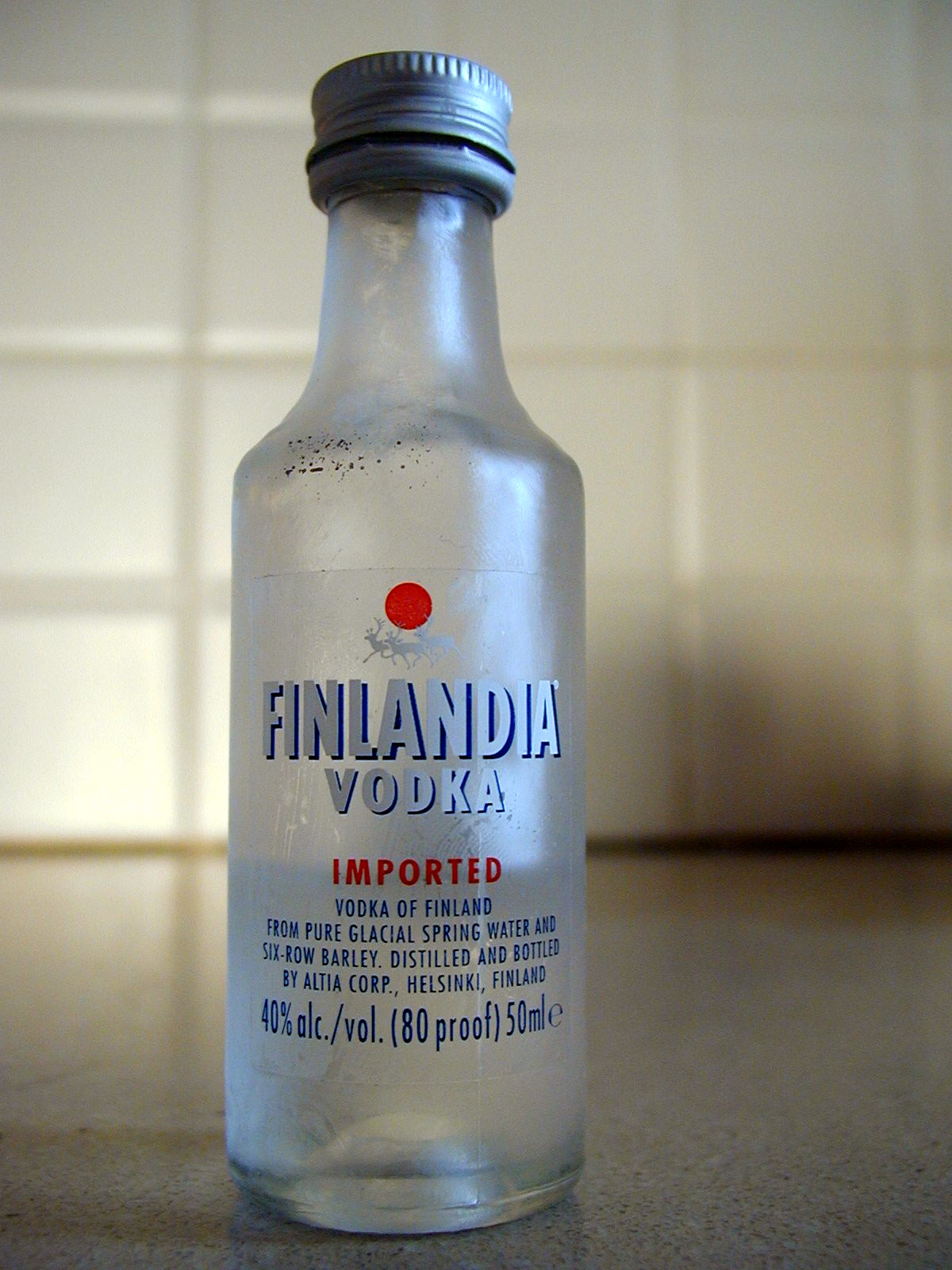
Porcentaje en volumen = 40 %.

El porcentaje en volumen o porcentaje volumen-volumen es una expresión común desarrollada entre el 1500 y el 2000 para especificar la concentración de una disolución. Se define como:
{\displaystyle volumen\ porcentaje={\frac {volumen\ de\ soluto}{volumen\ de\ disolucion}}*100\,\%}
El porcentaje en volumen se emplea generalmente cuando la disolución involucra  dos fases líquidas, aunque puede ser utilizado en otros casos, como en disoluciones gaseosas o sólidas.
El porcentaje en volumen también puede definirse como la proporción entre el volumen del soluto y el volumen del disolvente, tomando como base de cálculo 100 mL de disolución:
{\displaystyle Porcentaje\ en\ Volumen={\frac {Volumen\ del\ soluto}{100\ mL\ de\ disolucion}}*100}